# Агота Кристоф
Агота Кристоф (на немски: Ágota Kristóf) е унгарско-швейцарска писателка, пишеща на френски.

## Биография
Агота Кристоф израства в унгарското градче Кьосег и на 14-годишна възраст постъпва в интернат.
През 1956 г., след потушаването на Унгарското антикомунистическо въстание, заедно с мъжа си, който до нейното завършване на гимназия ѝ е бил учител по история, и четиримесечната им дъщеря бягят в Швейцария.
Кристоф намира работа във фабрика за часовници и научава френски език, на който след 70-те години пише своите книги и радиопиеси.
След петгодишно изгнание Агота Кристоф напуска мъжа си, прекъсва работата си във фабриката и започва да посещава летни курсове в университета на Ньошател.
До смъртта си през 2011 г. живее в Ньошател.
Творбите на Агота Кристоф са преведени на повече от 30 езика.